# Élection cantonale de 1985 dans le canton de Coudekerque-Branche
Les élections cantonales dans le canton de Coudekerque-Branche se déroulent les 10 et 17 mars 1985.

## Canton
Le canton de Coudekerque-Branche est composé en 1985 des communes suivantes : Coudekerque, Coudekerque-Branche, Dunkerque-Centre, Malo-les-Bains centre et Rosendaël centre.

## Contexte
Le canton est créé par le décret du 4 février 1982 par un redécoupage de l'ancien Canton de Dunkerque-Est. André Delattre Conseiller général (PS) sortant se représente devant les électeurs face à lui Emmanuel Dewees adjoint au maire de Dunkerque (RPR), R. Bulte (PCF), Louis Dewerdt 1er adjoint au maire de Dunkerque (UDF-PR), P. Brasme (Front National), C. Schelecht-Joanny (Les Verts).

## Résultats[1]
- Conseiller général sortant : André Delattre (PS)

| Candidat                   | Candidat            | Parti          | Premier tour | Premier tour | Second tour | Second tour |
| Candidat                   | Candidat            | Parti          | Voix         | %            | Voix        | %           |
| -------------------------- | ------------------- | -------------- | ------------ | ------------ | ----------- | ----------- |
|                            | André Delattre*     | PS             | 8 537        | 38,01        | 10 868      | 48,87       |
|                            | Emmanuel Dewees     | RPR            | 5 212        | 23,20        | 11 369      | 51,12       |
|                            | Louis Dewerdt       | UDF-PR         | 3 813        | 16,97        |             |             |
|                            | P. Brasme           | Front National | 1 944        | 8,65         |             |             |
|                            | C. Schelecht-Joanny | Les Verts      | 1 518        | 6,75         |             |             |
|                            | R. Bulte            | PCF            | 1 433        | 6,38         |             |             |
| Inscrits                   | Inscrits            | Inscrits       | 34 368       | 100,00       | 34 360      | 100,00      |
| Abstentions                | Abstentions         | Abstentions    | 11 169       | 32,49        | 11 200      | 32,59       |
| Votants                    | Votants             | Votants        | 23 199       | 67,50        | 23 160      | 67,40       |
| Blancs et nuls             | Blancs et nuls      | Blancs et nuls | 742          | 3,19         | 923         | 3,98        |
| Exprimés                   | Exprimés            | Exprimés       | 22 457       | 96,80        | 22 237      | 96,01       |
| Conseiller général sortant |                     |                |              |              |             |             |